# Audi A7 C8
L'Audi A7 C8 è la seconda generazione dell'Audi A7, un'autovettura coupé a 5 porte prodotta dalla casa automobilistica tedesca Audi dal 2017 al 2025.

## Descrizione

### Debutto e design

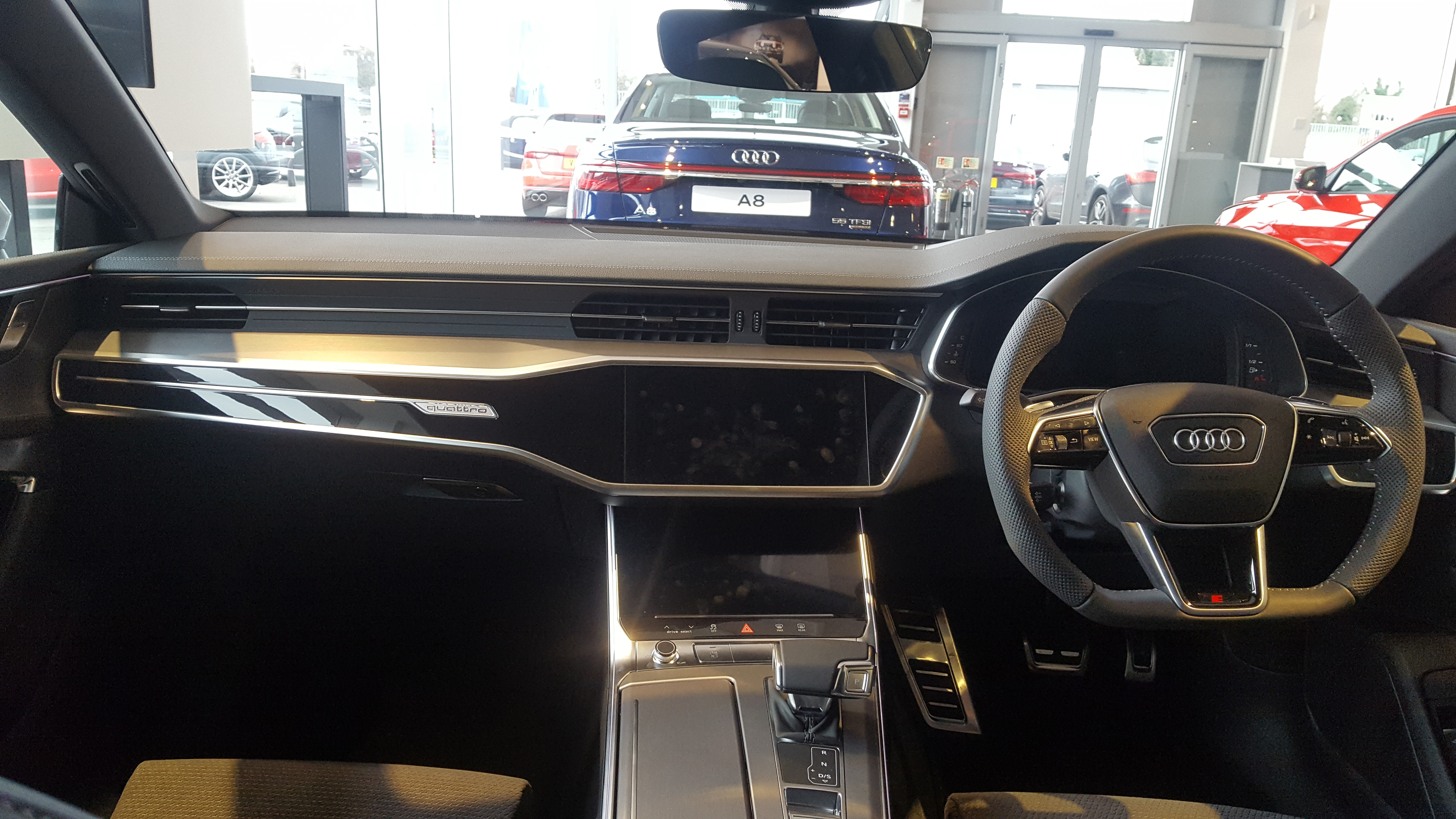
Interni

Il 19 ottobre 2017 è stata presentata presso l'Audi design studio di Ingolstadt la nuova generazione della A7, che ha in seguito debuttato in pubblico al North American International Auto Show 2018, venendo messa in commercio alla fine di febbraio 2018.
Con dimensioni pressoché invariate, ma con uno stile più aggressivo all'esterno e all'interno, dove esordisce il virtual cockpit (ovvero il quadro strumenti completamente digitale) posto dietro il volante e i due display sulla plancia (uno per il sistema multimediale e l'altro per comandare il climatizzatore) ripresi dalla A8, dove qui però, hanno un'impostazione orientata verso il guidatore. L'infotainment può essere utilizzato anche tramite comando vocali.

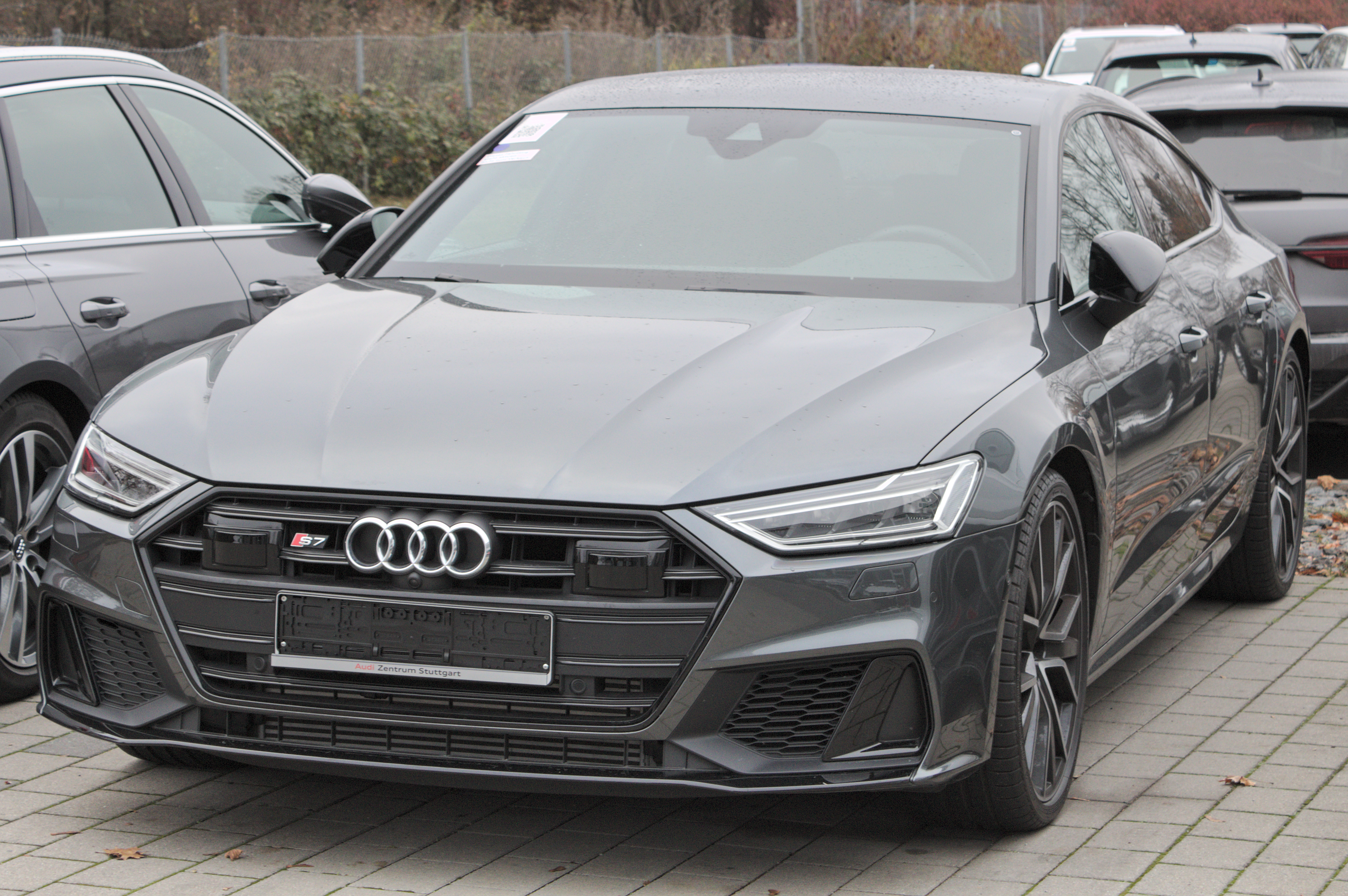
S7

La calandra riprende lo stile "single frame" delle altre Audi, ma è molto più schiacciata rispetto alla A8, contornata da gruppi ottici a LED oppure disponibili come optional a laser. La fiancata è impreziosita da nervature e il posteriore è la parte più rivoluzionaria rispetto al passato, infatti i gruppi ottici posteriori si congiungono grazie ad una sottile linea di LED. Il gruppo ottico posteriore è costituito da 13 "denti", i quali aumentano la tridimensionalità del gruppo ottico.
La A7 C8 può essere dotata di un massimo di 39 sistemi di assistenza alla guida composto da cinque telecamere e sensori radar, sensori a ultrasuoni e uno scanner laser, le cui informazioni vengono elaborate e raccolte in un'unità di controllo specifica.

### Meccanica e tecnica
La vettura viene realizzata sulla piattaforma Volkswagen MLB Evo a passo allungato, utilizzando una costruzione mista acciaio-alluminio, caratterizzato da una maggiore rigidità. Nella versione base, la A7 è fornita di un sistema sospensivo con molle in acciaio, ma in opzione sono disponibili quelle pneumatiche. Come optional è disponibile anche le quattro ruote sterzanti, che permette alle basse velocità di far ruotare l'asse posteriore fino a 5°; ciò riduce il raggio di sterzata di 1,1 m. A
Al momento del lancio sul mercato, la A7 è disponibile con un motore a benzina a sei cilindri a V di 90° con una potenza massima di 250 kW (340 CV) utilizzato anche sulla Audi A8 

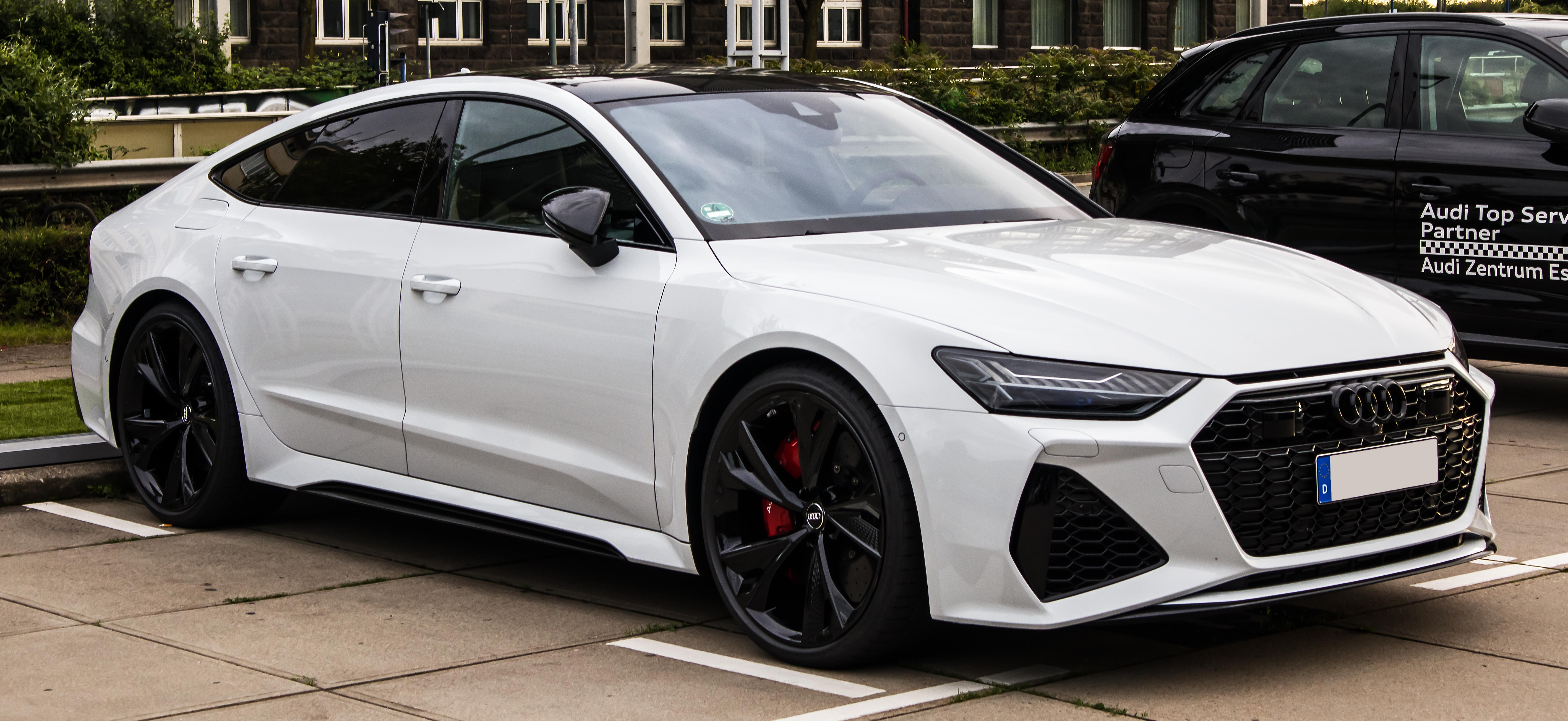
RS7

I motori a sei cilindri sono dotati di un impianto elettrico a 48 volt abbinato ad una batteria agli ioni di litio, che insieme al moto-generatore collegato al motore attraverso una cinghia, costituisce un sistema MHEV (veicolo elettrico ibrido leggero). Nei modelli a quattro cilindri, l'avviamento l'alternatore ne è invece sprovvisto utilizzando un sistema a 12 V.

## Evoluzione
In anteprima al Salone di Ginevra nel marzo 2019 è stata presentat la A7 55 TFSI, una versione ibrida plug-in dotata di un motore a benzina da 2,0 litri con una potenza massima di 185 kW e un motore elettrico da 105 kW. La potenza complessiva del sistema è di 270 kW. La batteria agli ioni di litio che alimenta il motore elettrico ha una capacità di 14,1 kWh.

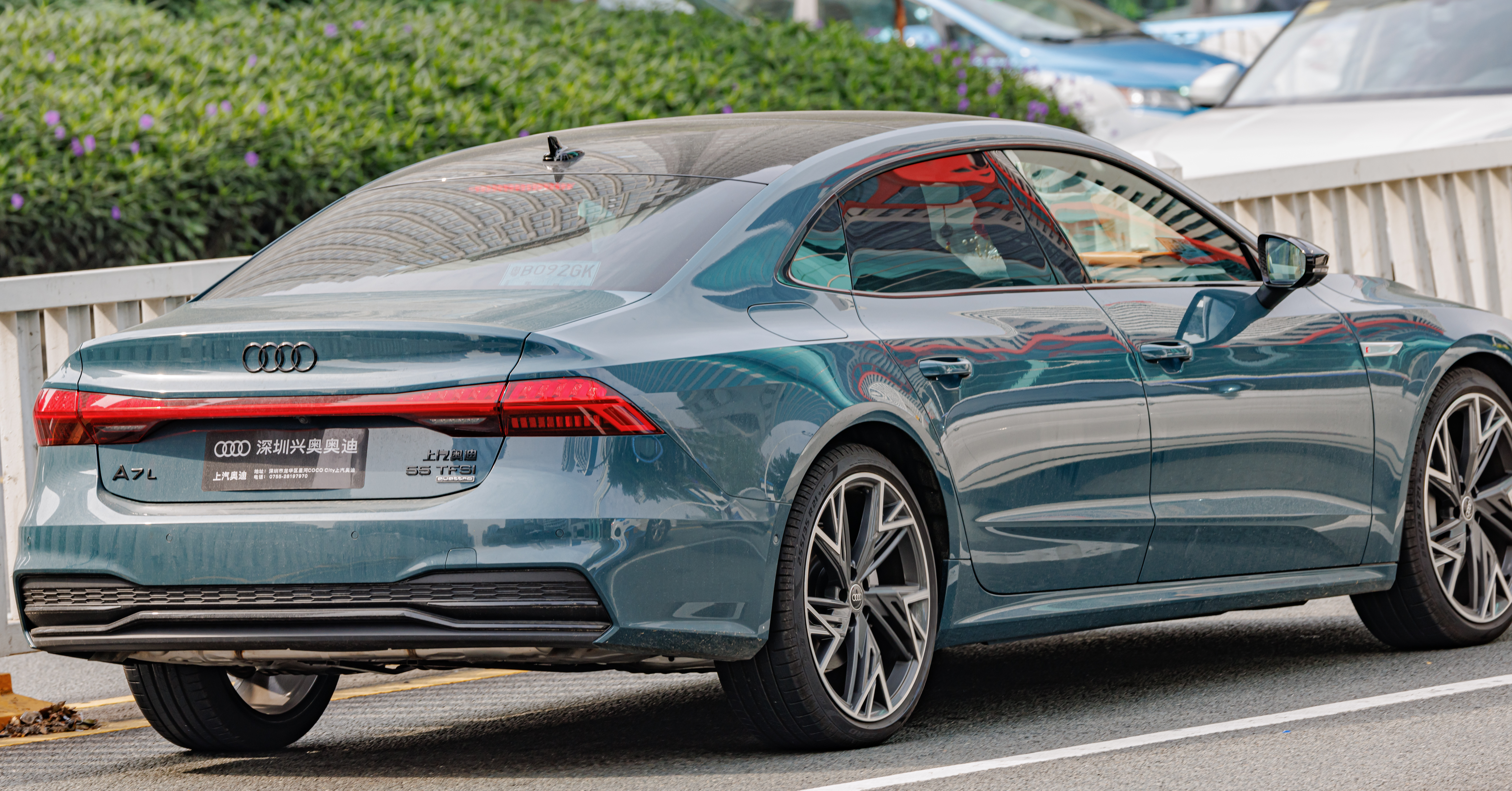
A7L

Nell'aprile 2019 ha debuttato la versione sportiva S7, che per la prima volta è alimentato da un motore diesel.
Al salone di Francoforte nell'autunno 2019 ha esordito la versione top di gamma RS7, dotata di motore e meccanica derivate dalla coeva Audi RS6.
Specificamente ed esclusivamente per il mercato cinese, nel settembre 2021 viene introdotta l'Audi A7L C8 55 TFSI (da febbraio 2022 anche 45 TFSI), una variante berlina tre volumi a passo allungato assemblata dalla SAIC-VW presso lo stabilimento di Anting.
Nel dicembre 2022 viene introdotta la RS7 Performance, versione ulteriormente potenziata e che beneficia di alcune migliorie meccaniche.
Audi ha presentato una versione rivista nel maggio 2023. con lievi aggiornamenti.